# ادریس کادید
ادریس کادید (انگلیسی: Idris Kadded؛ زادهٔ ۲ نوامبر ۱۹۹۸) بازیکن فوتبال اهل فرانسه است.
از باشگاه‌هایی که در آن بازی کرده‌است می‌توان به باشگاه فوتبال داندی یونایتد اشاره کرد.